# ميغيل أنخيل دي لا فلور
ميغيل أنخيل دي لا فلور (بالإسبانية: Miguel Ángel de la Flor Valle)‏ هو عسكري ودبلوماسي بيروفي، ولد في 20 نوفمبر 1924 في تشيكلايو في بيرو، وتوفي في 12 يناير 2010 في ليما في بيرو.